# Mardan
Mardan est la plus grande ville et la capitale du district de Mardan, située dans la province de Khyber Pakhtunkhwa dans le nord du Pakistan, et deuxième plus grande ville de la province après Peshawar.
En 2017, le recensement indique une population de 358 604 habitants, soit une croissance annuelle de 2 % depuis 1998, inférieure à la moyenne nationale de 2,4 %. En 2023, la population de la ville monte à 368 302 habitants.
La ville est essentiellement peuplée de Pachtounes, puisque plus de 98 % des habitants en parlent la langue. On trouve de petites minorités parlant pendjabi et ourdou.
Essentiellement musulmane, la ville inclut une petite minorité chrétienne, comptant presque 2 500 fidèles, moins de 1 % des habitants de la ville.
Le taux d'alphabétisation de la ville s'élève à 64 % en 2023 (contre une moyenne nationale de 61 % et provinciale de 51 %), dont 74 % pour les hommes et 53 % pour les femmes.
|            | 1972 (rec.) | 1981 (rec.) | 1998 (rec.) | 2017 (rec.) | 2023 (rec.) |
| ---------- | ----------- | ----------- | ----------- | ----------- | ----------- |
| Population | 115 194     | 147 977     | 245 926     | 358 604     | 368 302     |